# Арнольдсон, Сигрид
Сигрид Арнольдсон (швед. Sigrid Arnoldson; 20 марта 1861, Стокгольм, Швеция — 7 февраля 1943, Стокгольм, Швеция) — шведская оперная певица (сопрано) и музыкальный педагог; ученица Дезире Арто.

## Биография
Сигрид Арнольдсон родилась 20 марта 1861 года в Стокгольме в семье Карла Оскара Арнольдсона (англ. Carl Oskar Arnoldson) — оперного певца-тенора, который с детских лет занимался с дочерью вокалом. Также с Сигрид охотно занимался другой шведский оперный певец, баритон Фриц Арльберг (англ. Fritz Arlberg). Позднее она совершенствовала своё мастерство, занимаясь с самыми именитыми музыкальными педагогами того времени.
Профессиональный дебют Сигрид Арнольдсон состоялся в 1885 году в Национальном театре города Праги, где она исполнила роль Розины в опере Джоаккино Россини «Севильский цирюльник».
Обладая красивым колоратурным сопрано, с успехом выступала в ролях Маргариты в «Фаусте», Джульетты в «Ромео и Джульетте» и Розины в «Севильском Цирюльнике» (последняя стала её «визитной карточкой») и других операх. Она неоднократно гастролировала в итальянской опере в Москве, Санкт-Петербурге, Варшаве и других крупных европейских городах. Её голос сохраняется на нескольких записях, сделанных в городе Берлине для Gramophone Company между 1906 и 1910 годами.
В 1910 году Сигрид Арнольдсон была принята в состав Шведской королевской академии музыки. Она ушла со сцены в 1911 году, после чего более 25 лет преподавала пение в Вене.
В 1938 году Сигрид Арнольдсон вернулась в родной город, где продолжала преподавать вокал до самой своей кончины.
Сигрид Арнольдсон умерла 7 февраля 1943 года и была похоронена на местном кладбище.